# Мезенцов, Михаил Иванович
Михаил Иванович Мезенцов 2-й (1770—1848) — российский командир эпохи наполеоновских войн, генерал-лейтенант Русской императорской армии.

## Биография
Из дворян Смоленской губернии Мезенцовых; сын действительного статского советника Ивана Фёдоровича Мезенцова.
На военную службу был записан 21 февраля 1785 года рядовым в Измайловский лейб-гвардии полк; 1 января 1795 года в чине капитана был переведён в Изюмский легко-конный полк.

Сражался в войнах третьей и четвёртой коалиций: в 1805 году участвовал в Аустерлицком сражении; в 1806 году переведён в Уланский Её Величества лейб-гвардии полк; 20 мая 1808 года был награждён орденом Святого Георгия 4-го класса 
в воздаяние отличного мужества и храбрости, оказанных в сражении 1 июня при Фридланде против французских войск, где с лейб баталионом Уланского Великого Князя Цесаревича Константина Павловича полка врубился в неприятеля и, опрокинув, выгнал его из города, поражая жестоко, причем взял в плен 4 офицера и 56 нижних чинов, а на другой день, находясь в атаках и подкреплениях, во всех действиях поступал неустрашимо.
 12 декабря 1809 года произведён в подполковники, 12 октября 1811 года — в полковники.
После вторжения наполеоновской армии в Россию сражался в ряде ключевых сражений этой войны; был ранен. В Отечественной войне 1812 года фактически командовал Уланским полком, который в составе 1-й бригады гвардейской кавалерийской дивизии входил в 1-й резервный кавалерийский корпус 1-й Западной армии. Находился во многих арьергардных сражениях, сражался под Витебском, Смоленском, в Бородинской битве (орден Св. Анны 2-й степени), под Спас-Куплей (алмазные знаки ордена Св. Анны 2-й степени) и в Тарутинском сражении. В сражении под Малоярославцем был ранен осколком гранаты в левую руку.
Принимал участие в заграничном походе русской армии: в 1813 году был адъютантом великого князя Константина Павловича; сражался под Лютценом, Бауценом, Дрезденом, Кульмом (был ранен пулей в ногу) и за отличие 15 сентября был произведён в генерал-майоры. В составе Польской армии был в Лейпцигской битве, при осаде Магдебурга и Гамбурга.
6 мая 1814 года был утверждён шефом Белорусского гусарского полка и состоял им до отмены должностей шефов 1 сентября 1814 года.
После окончания военных действий командовал 2-й бригадой 2-й гусарской дивизии. С 7 ноября 1816 года состоял при генерал-фельдмаршале князе Барклае де Толли, после смерти которого был назначен по кавалерии.
В 1823 году назначен начальником Бугской уланской дивизии. 22 августа 1826 года Мезенцов был произведён в генерал-лейтенанты. В ноябре 1827 года был освобождён от должности и долгое время находился под следствием. 19 марта 1838 года отправлен в отставку. В 1840 году ему был пожалован полный пенсион.
Умер 23 января (4 февраля) 1848 года в селе Печеницы Сычёвского уезда Смоленской губернии, где и был похоронен.

## Награды
Награждён орденами: российскими — Св. Анны 1-й и 2-й ст. с алмазами, Св. Владимира 2-й и 3-й ст., Св. Георгия 4-й ст.; иностранными: австрийским — Леопольда 2-й ст., прусским — «За заслуги»; Кульмским крестом, золотым оружием «За храбрость» с алмазами.